# Panshin gorodok
Panshin gorodok (del ruso: Паншин городок) fue una fortaleza cosaca en la orilla izquierda del Don, al norte de la actual stanitsa Golúbinskaya y al sur de la ciudad de Ilovlia, en el óblast de Volgogrado, en Rusia. Conocida desde el siglo XVII, fue construida en una isla y rodeada por una empalizada de madera. En 1667 Stepán Razin estableció aquí su residencia. Durante la primera campaña de Azov, aquí se estableció una base principal de abastecimiento del ejército ruso, en el paso del Volga al Don, a tres días de marcha al oeste de Tsaritsyn. Entre 1697 y 1699, el astillero de Panshin construyó cuatro navíos de línea (Krepost, Scorpion, Flag y Zvezdá) para la flota de Azov.
En los años de la rebelión de Bulavin la ciudad fue escenario de encarnizados combates. Entre el 8 (19) y el 9 (20) de abril de 1708, cerca de Panshin gorodok, los insurrectos consiguieron vencer a la hueste del atamán Lukián Maksímov de Cherkask. El 23 de agosto (3 de septiembre) del mismo año, los regimientos de Piotr Jovanski y la caballería del kan calmuco Ayuka sitiaron Panshin gorodok, destruyendo en la batalla al ejército de insurrectos. En el combate murió el atamán Lukián Jojlach. En la actualidad no existe la localidad, sin embargo, el topónimo se conserva en el seló Pánshino del raión de Gorodishche del óblast de Volgogrado.